# Hypertermofil

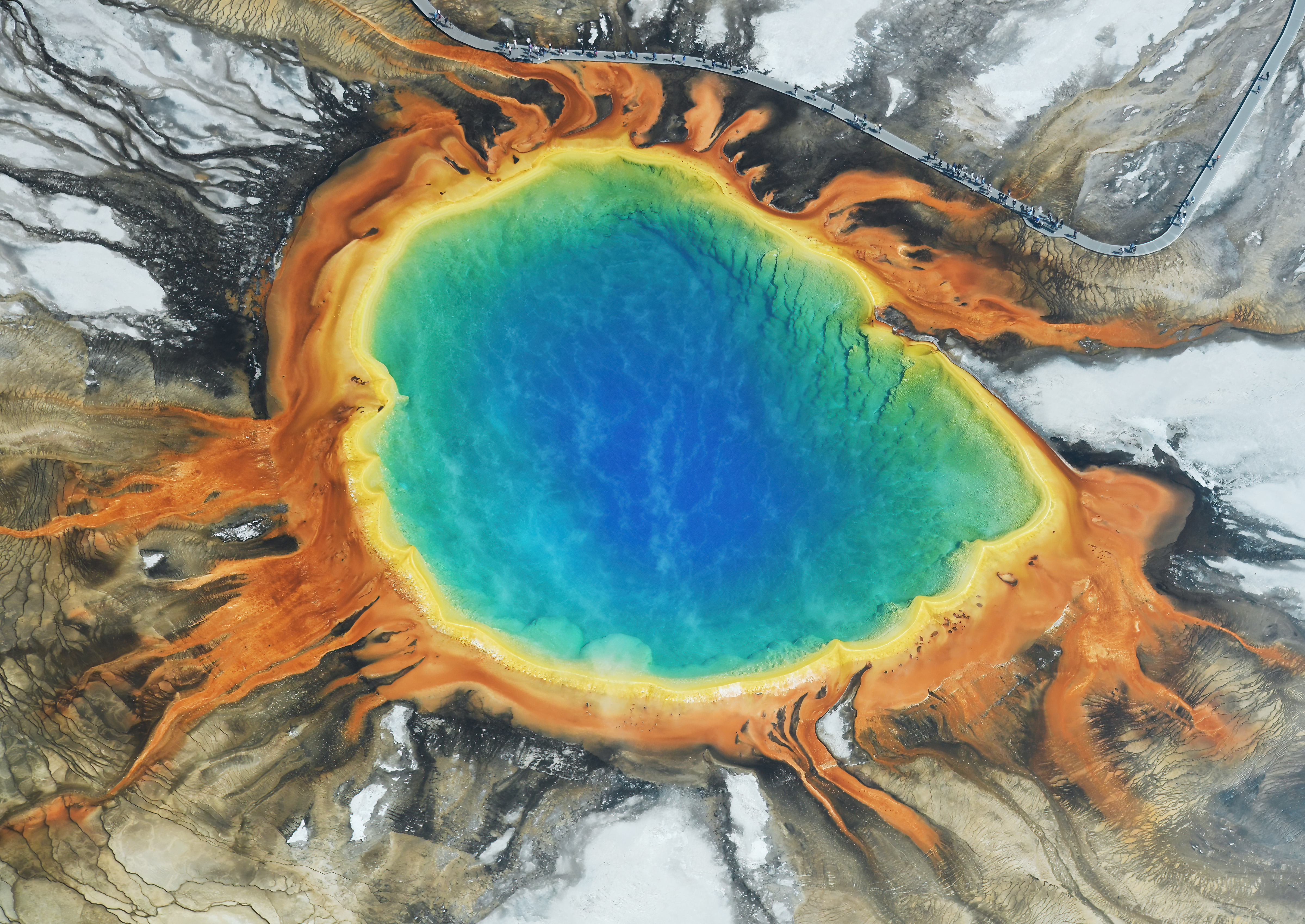
Hypertermofiler bildar färggranna mönster runt den heta källan Grand Prismatic Spring i Yellowstone National Park.

Hypertermofiler är extremofila organismer som lever i extremt varma miljöer, från 60 grader Celsius och uppåt. Den optimala temperaturen för hypertermofiler är över 80°C. Hypertermofiler är en undergrupp av extremofila mikroorganismer inom domänen arkéer. Vissa bakterier kan överleva vid temperaturer högre än 100°C vid stora djup i havet där vattnet inte kokar på grund av högt tryck. Många hypertermofiler tål dessutom andra extrema miljöer såsom hög surhet eller strålningsnivåer.
En väldigt extrem hypertermofil är strain 121, som har visats kunna reproducera vid 121 °C och överleva upp till 130 °C. Det är osannolikt att något liv kan överleva temperaturer över 150 °C, eftersom vitala molekyler som DNA börjar brytas ned då. Den hypertermofilen som har rekordet för reproduktion i hög temperatur är strain 116, Methanopyrus kandleri.

## Specifika hypertermofiler

### Arkéer
- Strain 121, en arké som lever vid 121°C i Stilla havet.
- Pyrolobus fumarii, en arké som lever vid 113°C i Atlantiska hydrotermiska skorstenar.
- Pyrococcus furiosus, en arké som frodas vid 100°C, först upptäckt i Italien nära ett vulkaniskt utlopp.
- Archaeoglobus fulgidus
- Methanococcus jannaschii
- Aeropyrum pernix
- Sulfolobus
- Methanopyrus kandleri strain 116, en arké som lever i utrymmet mellan indiska och afrikanska kontinentalplattorna vid 80-122°C

### Gram-negativa eubaktierer
- Geothermobacterium ferrireducens, bakterie som frodas vid 65-100°C inuti Obsidian Pool, Yellowstone National Park
- Aquifex aeolicus, bakterie som lever vid 85-95°C i Yellowstone National Park.
- Thermotoga, särskilt Thermotoga maritima.

## Cellstruktur
Cellmembranet innehåller höga halter av mättade fettsyror för att bibehålla sin form vid höga temperaturer.

## Forskning
Tidig forskning om hypertermofiler spekulerade att deras arvsmassa kan kännetecknas av hög guanin-cytosin-innehåll, men nya studier visar att "det inte finns något tydligt samband mellan GC-halten i genomet och den optimala miljön tillväxt temperatur av organismen."
Proteinmolekylerna i hypertermofiler uppvisar hypertermostabilitet-det vill säga, de kan upprätthålla strukturell stabilitet (och därför funktion) vid höga temperaturer. Sådana proteiner är homologa med deras funktionella analoger i organismer som trivs vid lägre temperaturer, men har utvecklats för att uppvisa optimal funktion i mycket högre temperaturer. De flesta av de låg-tempererade homologerna av de hypertermostabila proteinerna skulle denatureras över 60°C. Sådana hypertermostabila proteiner är ofta kommersiellt viktiga, eftersom kemiska reaktioner går snabbare vid höga temperaturer.

## Historia
Hypertermofiler upptäcktes först av Thomas D. Brock 1969, i varma källor i Yellowstone National Park, Wyoming. Sedan dess har mer än 70 arter upptäckts. De mest härdiga hypertermofiler hittills upptäckta lever på de överhettade väggarna i oceangående hydrotermiska skorstenar, som kräver temperaturer på minst 90°C för överlevnad. En väldigt värme-tolerant hypertermofil är Strain 121, som har kunnat fördubbla sin befolkning under 24 timmar i en autoklav vid 121°C (därav namnet), aktuell rekordtillväxt i hög temperatur är 122°C, för Methanopyrus kandleri.
Även om ingen hypertermofil har ännu upptäckts som bor vid temperaturer över 122°C, är deras existens mycket möjligt (Strain 121 överlevde upphettning till 130°C i två timmar, men kunde inte föröka sig tills det hade överförts till ett färskt odlingsmedium, vid en relativt kallare temperatur på 103°C). Det är dock tänkt osannolikt att mikrober kan överleva vid temperaturer över 150°C, eftersom sammanhållningen av DNA och andra viktiga molekyler börjar att brytas ner vid denna temperatur.